# Deltote substellata
Deltote substellata is een vlinder uit de familie van de uilen (Noctuidae). De wetenschappelijke naam van deze soort is voor het eerst voorgesteld als Lithacodia substellata door Harrison Gray Dyar Jr. in een publicatie uit 1918.
De soort komt voor in Mexico.